# マレーシアの行政区画
マレーシアの行政区画（マレーシアのぎょうせいくかく）は、13の州と3つの連邦直轄領から構成される。

## 概要
11の州はマレー半島に、2つの州はボルネオ島にある。

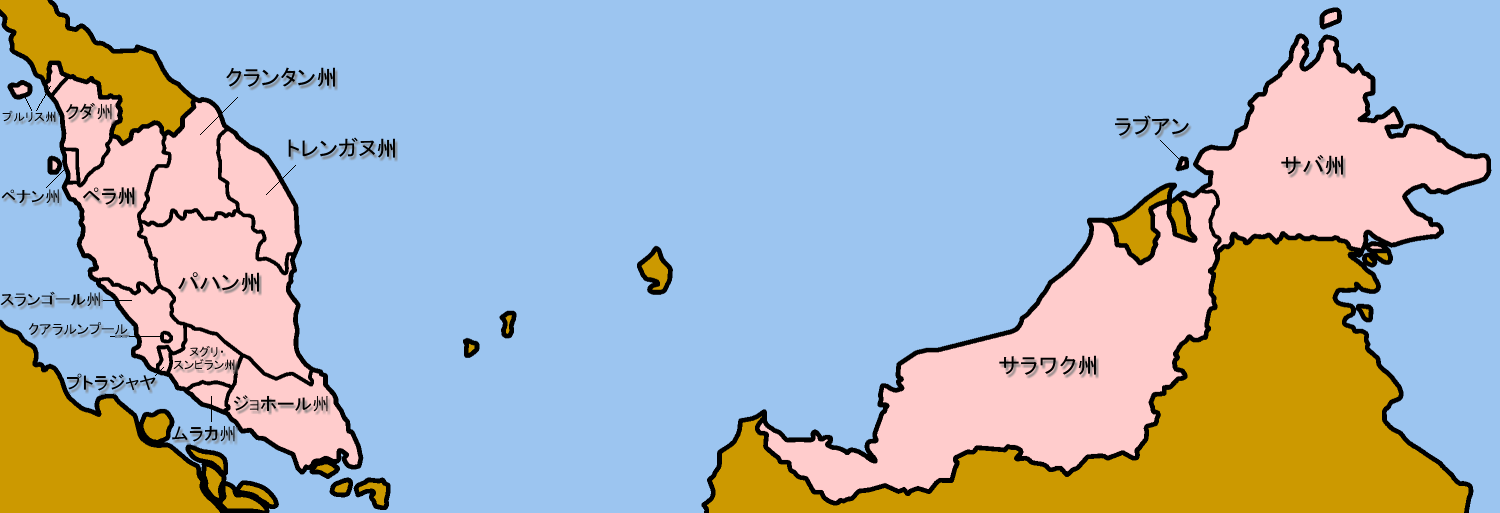
マレーシアの行政区画

### 州
(マレー語：Negeri, 英語：State)
- ジョホール州 (マレー語：Johor Darul Takzim, ジャウィ語：جوهر دار التّعظيم)
- ケダ州 (マレー語：Kedah Darul Aman, ジャウィ語：قدح دارالأمان)
- クランタン州 (マレー語：Kelantan Darul Naim, ジャウィ語：كلنتن دار النّعيم)
- ムラカ州 (マレー語：Melaka Bandaraya Bersejarah, ジャウィ語：ملاك بندراي برسجاره)
- ヌグリ・スンビラン州 (マレー語：Negeri Sembilan Darul Khusus, ジャウィ語：نڬري سمبيلن دار الخصوص)
- パハン州 (マレー語：Pahang Darul Makmur, ジャウィ語：المعمور ڨهڠ دار)
- ペナン州 (マレー語：Pulau Pinang Pulau Mutiara, 英語：Penang, ジャウィ語：ڤولاو ڤينڠ)
- ペラ州 (マレー語：Perak Darul Ridzuan, ジャウィ語：الرّضوان ڨيرق دار)
- プルリス州 (マレー語：Perlis Indera Kayangan, ジャウィ語：ڨرليس إندير كيڠان)
- セランゴール州 (マレー語：Selangor Darul Ehsan, ジャウィ語：سلاڠور دار الإحسان)
- トレンガヌ州 (マレー語：Terengganu Darul Iman, ジャウィ語：ترڠڬانو دار الإيما)
- サバ州 (マレー語：Sabah Negeri Di Bawah Bayu)
- サラワク州 (マレー語：Sarawak Bumi Kenyalang)

### 連邦直轄領
(マレー語：Wilayah Persekutuan, 英語：Federal Territory)
- クアラルンプール (マレー語：Kuala Lumpur, ジャウィ語：كوالا لمڤور) - 首都
- ラブアン (マレー語：Labuan)
- プトラジャヤ (マレー語：Putrajaya, ジャウィ語：ڤوتراجاي) - 行政上の中心都市

## 州の首長
13州のうち9州には伝統的な首長であるスルタンがいる。マレーシア国王はこの9人のスルタンによる互選で選出されるが、実質的には輪番制である。国王の任期は5年。内閣の補佐を受けて行政を担当する。
ムラカ、ペナン、サバ、サラワクの4州にはスルタンがいないため、かわりに、儀礼的存在として州知事が置かれる。このため、州政府の事実上の長は州議会の多数会派(与党)から選ばれる州首相であり、州首相が国王と協議し、国王命令で州知事を任命する。

## 州政府の行政区画
各州政府の行政区画の一覧は、各州の記事の「州政府の地域行政区分」の項を参照。
州政府は、各州の中をいくつかに分割し行政を執行している。
これらの行政区画にはそれぞれ州政府の職員が首長を務めている。（村は、郡長から任命された住民が首長を務める。）
サバ州・サラワク州以外の州政府の行政区画は以下のとおりである。
- 郡 (マレー語：Daerah, 英語：Administrative District)

クランタン州では、マレー語でJajahanという。
開発行政、土地行政、商業・酒類の許認可・登記などの業務を行っている。
- 行政村 (マレー語：Mukim, 英語：sub-district)

住民の出生、死亡登録などの業務を行っている。
- 村 (マレー語：Kampung, 英語：Village)

### サバ州・サラワク州の行政区画
- 省 (マレー語：Bahagian, 英語：Division)
  - 郡 (マレー語：Daerah, 英語：Administrative District)
    - 支郡 (マレー語：Daerah Kecil, 英語：Sub-district)
郡をいくつかの支郡に分割する場合がある。その場合、郡自体も一つの支郡の機能を果たす。
      - 村 (マレー語：Kampung, 英語：Village)

## 地方自治体
州政府の行政区画とは別に地方自治体 (略称：PBT, マレー語：Pihak Berkuasa Tempatan, 英語：Local government) が存在している。
地方自治体は、都市計画や保健衛生、ゴミ収集などを業務とするため、住民が住んでいる地域のみに存在し、ジャングルなどは地方自治体に属していない。
ただし、ペナン・ムラカ・クダ・トレンガヌ・サバ・サラワクの6州は、すべての地域が地方自治体に属している。
現在、145自治体がある。
なお、法人格としての自治体の権限を持っているのは市役所などではなくそれぞれの議会であるため名称にCouncilなどが付いている。
- 首都特別市 (略称：DB, マレー語：Dewan Bandaraya, 英語：City Hall)

クアラ・ルンプール首都特別市
北クチン首都特別市
コタキナバル首都特別市
- 特別市 (略称：MB, マレー語：Majlis Bandaraya, 英語：City Council)

イポー特別市
南クチン特別市
ジョホール・バル特別市
シャー・アラム特別市
ムラカ・ ベルセジャラ特別市
アロー・スター特別市
ミリ特別市
プタリン・ジャヤ特別市
クアラ・トレンガヌ特別市
- 一般市 (略称：MP, マレー語：Majlis Perbandaran, 英語：Municipal Council)
- 町 (略称：MD, マレー語：Majlis Daerah, 英語：District Council)
- 町 (略称：LB, マレー語：Lembaga Bandaran, 英語：Town Board) (サバ州のみ)

### 地方自治体の成立要件
マレーシア政府によって、成立要件が明確に定められている。以下の表は、その主要な要件である。
| クラス |                                | 人口       | 予算規模            |
| ------ | ------------------------------ | ---------- | ------------------- |
| DB, MB | 州都であること                 | 50万人以上 | 100万リンギット以上 |
| MP     | 州都もしくは、郡役所があること | 15万人以上 | 20万リンギット以上  |
| MD, LB |                                | 15万人未満 | 20万リンギット未満  |

### 州別の地方自治体の数
各州の地方自治体の一覧は、各州の記事の「地方自治体」の項を参照。
2009年2月5日現在
| 州・連邦直轄領       | DB | MB | MP | MD | LB | 合計 |
| -------------------- | -- | -- | -- | -- | -- | ---- |
| ジョホール州         |    | 1  | 6  | 8  |    | 15   |
| クダ州               |    | 1  | 3  | 7  |    | 11   |
| クランタン州         |    |    | 1  | 11 |    | 12   |
| ムラカ州             |    | 1  | 2  |    |    | 3    |
| ヌグリ・スンビラン州 |    |    | 3  | 5  |    | 8    |
| パハン州             |    |    | 3  | 8  |    | 11   |
| ペナン州             |    |    | 2  |    |    | 2    |
| ペラ州               |    | 1  | 4  | 10 |    | 15   |
| プルリス州           |    |    | 1  |    |    | 1    |
| スランゴール州       |    | 2  | 6  | 4  |    | 12   |
| トレンガヌ州         |    | 1  | 2  | 4  |    | 7    |
| サバ州               | 1  |    | 2  | 18 | 1  | 22   |
| サラワク州           | 1  | 2  | 2  | 20 |    | 25   |
| 連邦直轄領           | 1  |    |    |    |    | 1    |
| 合計                 | 3  | 9  | 37 | 95 | 1  | 145  |

## 統計資料
Source: National Census 2000, Department of Statistics Malaysia. Putrajaya data is for 2004.